# U 2 (U-Boot, 1908)
U 2 war ein U-Boot, das für die deutsche Kaiserliche Marine gebaut wurde.

## Vor- und Entwicklungsgeschichte
Der Amtsentwurf des U-Bootes ging auf den Marine-Oberbaurat Gustav Berling von 1905 zurück und lehnte sich am Vorgängerboot U 1 an. Wie dieses war U 2 ein sogenanntes Zweihüllenboot und für den Einsatz im Küstenbereich konzipiert. Noch während des Baus von U 1 wurde am 4. März 1906 der Bauauftrag für U 2 an die Kaiserliche Werft Danzig vergeben. Der Stapellauf erfolgte am 18. Juni 1908.

## Bau und Technik
Die Bewaffnung als auch die Größe des Bootskörpers sowie die Geschwindigkeit sollten gegenüber U 1 verbessert werden. Das Boot war aufgrund dieser Verbesserungen sehr störanfällig.
Das U-Boot war 45,42 m lang, 5,50 m breit und hatte eine Verdrängung von 341 Tonnen aufgetaucht und 430 Tonnen
getaucht. Es bot Platz für 21 Mann Besatzung und drei Offiziere. Zunächst war das Boot mit zwei Petroleummotoren von Körting mit einer Leistung von 441 kW (600 PS) ausgerüstet, da die Motoren der Firma Daimler nicht lieferbar waren. Diese wurden erst 1910 nachgerüstet. Für die Unterwasserfahrt waren zwei SSW-Elektromotoren eingebaut, welche eine Leistung von 460 kW hatten. Leider gab es dabei immer wieder Schwierigkeiten während des Betriebs des Dynamos. Ebenso ließen die Manövrierbarkeit und die allgemeinen Seeeigenschaften zu wünschen übrig.
Die Reichweite bei einer Geschwindigkeit von 13 kn über Wasser betrug 1600 NM bei einer maximalen Höchstgeschwindigkeit von 13,2 kn. Bei der Unterwasserfahrt wurden bei 5 kn Geschwindigkeit maximal 50 NM erreicht mit einer Höchstgeschwindigkeit von maximal 9 kn. Es erreichte eine maximale Tauchtiefe von 30 Meter.
Die Bewaffnung bestand aus zwei Torpedorohren an Bug und Heck mit insgesamt sechs Torpedos.

## Indienststellung, Einsatz und Verbleib
Am 18. Juli 1908 wurde es unter dem Kommando von Kapitänleutnant Karl Bartenbach in Dienst gestellt. U 2 fuhr im Ersten Weltkrieg keine Patrouille, sondern wurde als Übungsboot eingesetzt.
Nach der Kapitulation des Deutschen Kaiserreichs wurde das Boot am 19. Februar 1919 aus der Liste der Kriegsschiffe gestrichen. 1920 wurde es zur Verschrottung an das Unternehmen Stinnes verkauft.